# Hjælp - Min datter vil giftes
Hjælp - min datter vil giftes er en spillefilm fra 1993 instrueret af Per Pallesen efter manuskript af Ole Nørgaard.

## Handling
Farceløjer med populære skuespillere i Per Pallesens instruktørdebut. I en by i provinsen vil barberen Bjarne give sin datter et flottere bryllup, end han har råd til. En fremmed kommer til byen. Medbringer han måske løsningen på barberens problemer? Næh, snarere yderligere komplikationer. Desuden har barberen sine egne romantiske tråde at vikle sig ud af, så det holder hårdt, før bryllupsklokkerne ringer.

## Medvirkende
Blandt de medvirkende kan nævnes:
- Kurt Ravn
- Peter Schrøder
- Niels Olsen
- Lars Knutzon
- Louise Fribo
- Leon Feder
- Thomas Mørk
- Jeanette Binderup-Schultz
- Christoffer Bro
- Lone Kellermann
- Bendt Reiner
- Sonja Oppenhagen
- Michelle Bjørn-Andersen
- Anders Nyborg